# Råbmejávrátj
Råbmejávrátj (äldre stavning Råpmejauratj) är en sjö i Arjeplogs kommun i Lappland och ingår i Piteälvens huvudavrinningsområde. Sjön har en area på 0,0493 kvadratkilometer och ligger 568,5 meter över havet.

## Delavrinningsområde
Råbmejávrátj ingår i det delavrinningsområde (738891-157252) som SMHI kallar för Ovan 738917-157695. Medelhöjden är 694 meter över havet och ytan är 29,6 kvadratkilometer. Det finns ett avrinningsområde uppströms, och räknas det in blir den ackumulerade arean 44,86 kvadratkilometer. Ardnasjåkkå som avvattnar avrinningsområdet har biflödesordning 2, vilket innebär att vattnet flödar genom totalt 2 vattendrag innan det når havet efter 271 kilometer. Avrinningsområdet består mestadels av skog (51 procent) och kalfjäll (43 procent). Avrinningsområdet har 0,77 kvadratkilometer vattenytor vilket ger det en sjöprocent på 2,6 procent.